# ジョン・ボーフォート (初代サマセット公)

サマセット公の紋章

初代サマセット公ジョン・ボーフォート（John Beaufort, 1st Duke of Somerset, KG, 1404年3月25日（洗礼） - 1444年5月27日）は、百年戦争期のイングランドの貴族で軍司令官。サマセット伯ジョン・ボーフォートの次男でヘンリー・ボーフォートは兄、エドムンド・ボーフォートは弟。ヘンリー4世の甥、ヘンリー5世の従弟に当たる。テューダー朝を開いたヘンリー7世は孫。

## 生涯
1418年、夭逝した兄ヘンリーの後を継いで第3代サマセット伯になった。翌1419年のヘンリー5世のフランス遠征に従軍、1421年には王弟クラレンス公トマス・オブ・ランカスターに従ってアンジューで戦ったが、ボージェの戦いでクラレンス公は殺され、サマセット伯は弟と共に捕虜となってしまった。
1425年3月25日にサマセット伯は成年に達したが、投獄されていた彼には父の所領を継ぐことも出来ず、受け継ぐべき地所はその後も母が管理するしかなかった。結局彼は17年間収監された後、1438年に身代金を払って解放された。この後、彼はイングランドのフランス方面軍での主要な指揮官の1人になっていく。翌1439年にマーガレット・ビーチャムと結婚し、1443年に一人娘マーガレットが生まれた。
1442年にギュイエンヌ（ガスコーニュ）方面司令官に任命され、翌1443年にサマセット公に昇格、ケンダル伯に列せられた上にガーター騎士団のメンバーに叙任され、8月に大陸へ遠征した。しかし司令官としての力量は乏しく、就任は叔父のヘンリー・ボーフォート枢機卿の意向に依るところが大きく、彼がボーフォート家の勢力拡大と政敵のノルマンディー総督・ヨーク公リチャードの牽制を図った人事であった。
フランスの遠征は上手くいかず失敗、1444年に急死した。自殺だったと言われている。嫡出の息子がいなかったため公位は消滅、弟のエドムンドはサマセット伯位を継いだが、やがてサマセット公位も継いだ。娘マーガレットはサフォーク公ウィリアム・ド・ラ・ポールに引き取られ息子ジョンと結婚した。

## 子女
マーガレット・ビーチャムとの間に1人娘を儲けた。
1. マーガレット・ボーフォート（1443年5月31日 - 1509年6月29日） - サフォーク公ジョン・ド・ラ・ポール、リッチモンド伯エドマンド・テューダー、ヘンリー・スタッフォード卿、ダービー伯トマス・スタンリーと結婚。ヘンリー7世の母。

また、3人の庶子が確認されている。
1. ジャシンダ（1434年頃 - 1469年以降） - グレイ・ドゥ・ウィルトン男爵レジナルド・グレイと結婚
2. トマシン（1444年以前 - 1494年頃）
3. ジョン・オブ・サマセット（1444年頃 - 1453年）